# Víctor Beltrí

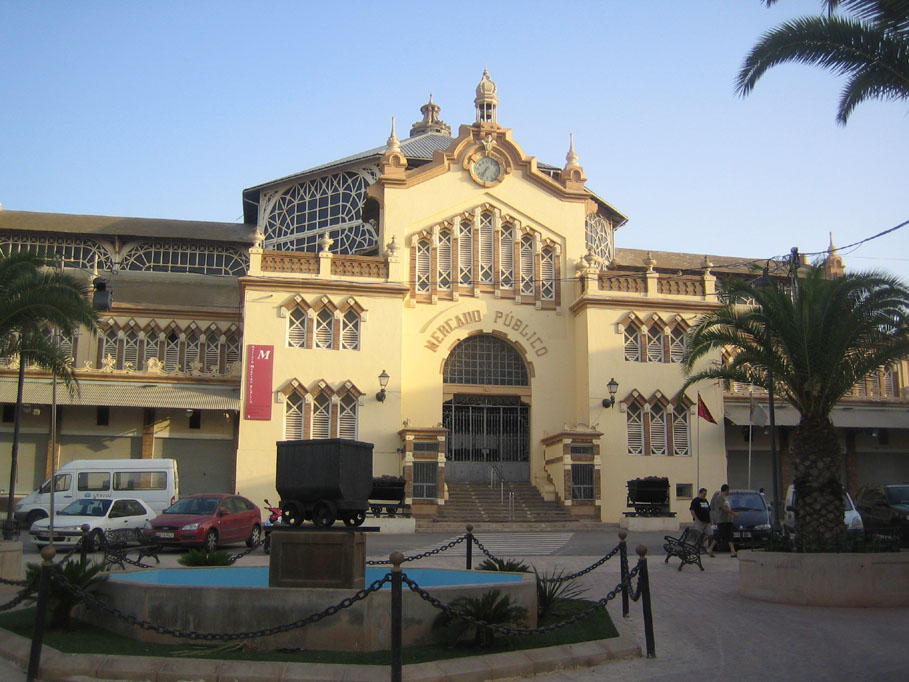
Ancien marché public de La Unión, 1901

Víctor Beltrí y Roqueta est un architecte espagnol né dans la ville de Tortosa (Catalogne) le 16 avril 1862 et mort à Carthagène le 4 février 1935.

## Biographie
Diplômé en 1887, il exerça les fonctions d'architecte municipal à Tortosa (1886-1890) et Gandia (1890-1893)  mais il travailla surtout à Carthagène et La Unión se consacrant sans aucun doute comme le représentant majeur de l'architecture moderniste dans la Communauté autonome de Murcie.
Il arriva à Carthagène en 1895. À cette époque, la ville était reconstruction après la destruction provoquée par la révolution cantonale de 1873. Elle se trouvait également en pleine expansion, grâce aux richesses générées par l'exploitation du plomb et de l'argent des mines de La Unión.

## Œuvre
Beltrí intègre tous les matériaux et techniques de son temps : le fer, la céramique, le verre se transforment dans ses œuvres aux souffles Art nouveau.

### Œuvres à Carthagène
Sa première réalisation à Carthagène fut la Casa Cervantes (actuellement, le siège de la Caja de Ahorros del Mediterráneo, CAM), dont la renommée courut si vite qu'il se retrouva submergé par les demandes, se convertissant en l'architecte favori de la bourgeoisie de Carthagène au début du siècle. On lui doit en grande partie la configuration actuelle du centre historique.
Après l'édification de la Casa Cervantes, suivirent les constructions :
- El Palais de Aguirre (1898).
- La Villa Calamari (1900), appelée également Petit Palais de Versailles.
- La Casa Maestre (1906). Inspirée par la Casa Calvet de Gaudí.
- La Casa Dorda (1910)
- La Casa Zapata (1910)
- Le Grand Hôtel (1912): l'œuvre la plus représentative du modernismo dans la région de Murcie. Actuellement, il ne s'agit plus d'un établissement hôtelier. La façade est formée par des pierres artificielles et de la brique rouge, sur six étages.
- La Casa Llagostera (1915) : Toute la façade est décorée par des allégories peintes sur de la céramique.
- La Casa de Misericordia (1929)

Il se chargea également de la reconstruction de la cathédrale, du club nautique et de la remodelation du casino.

### Œuvres à La Unión
- L'ancien Marché public (1901) réalisé en fer, pierre et verre, œuvre représentative du mouvement artistique.
- La Casa del Tío Lobo, à Portmán (1913).

Beaucoup d'œuvres ont été déclarées Bien d'Intérêt culturel (B.I.C.)

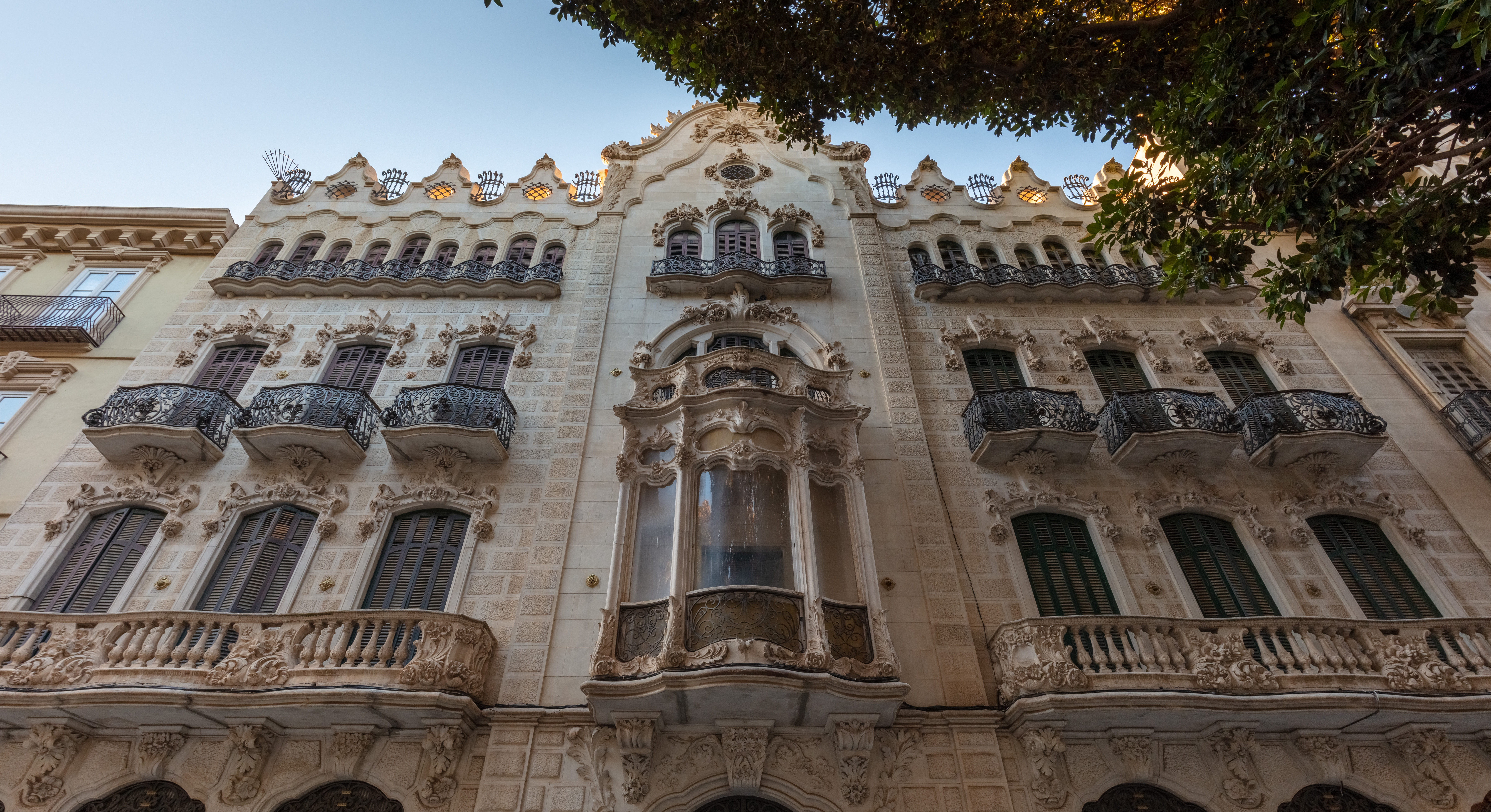
Casa Maestre de Carthagéne.
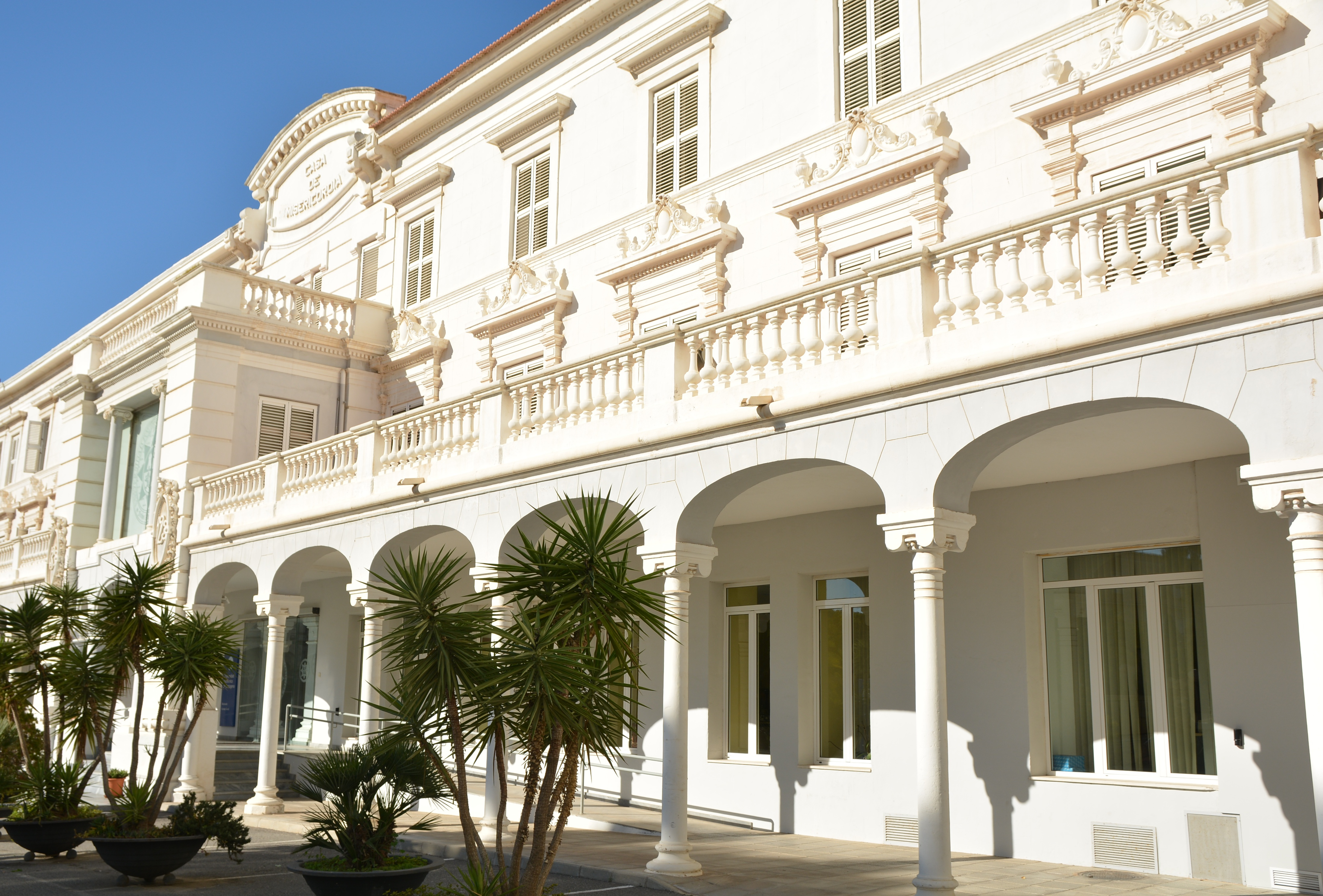
Casa de Misericordia de Carthagène.
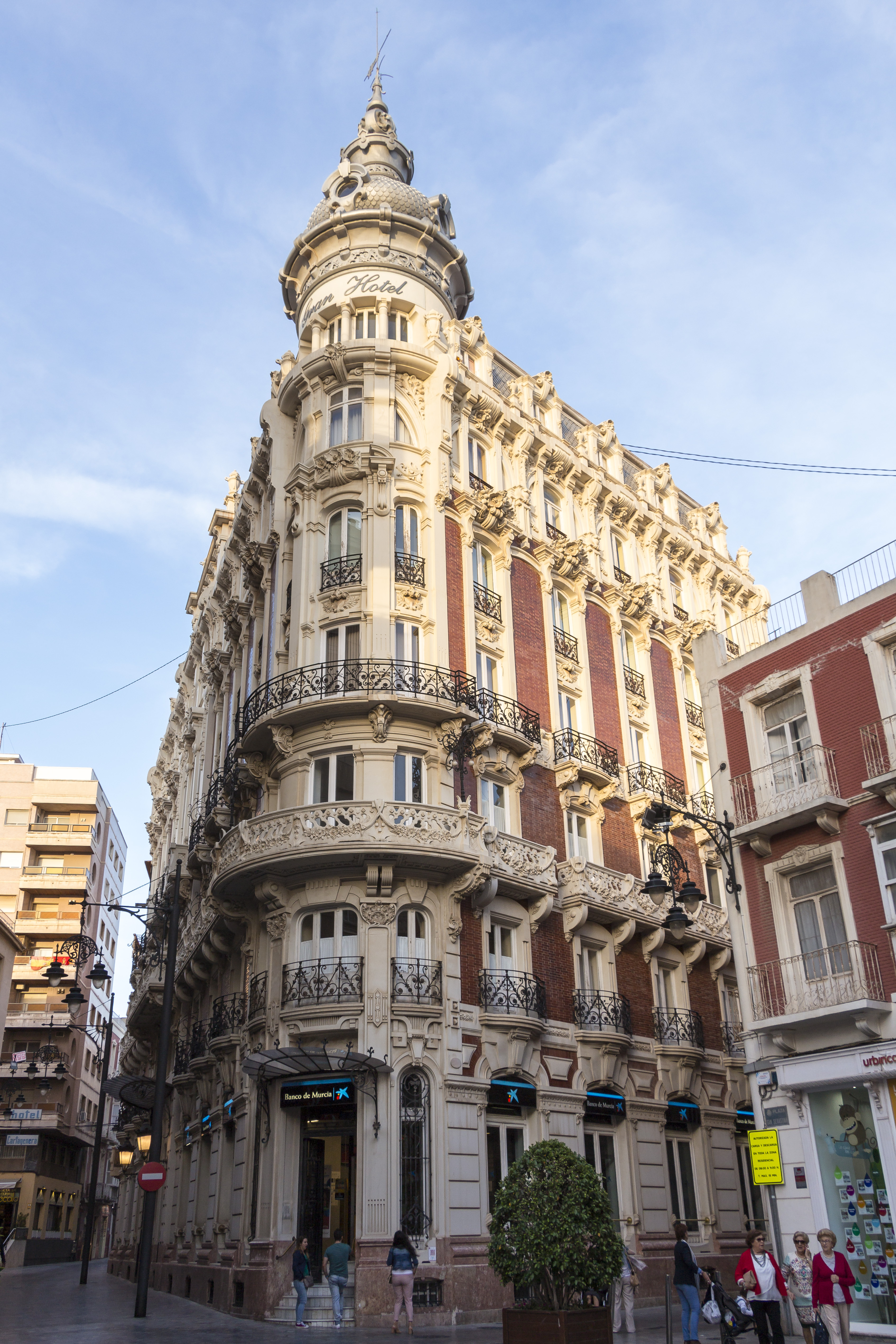
Grand Hôtel de Carthagène.
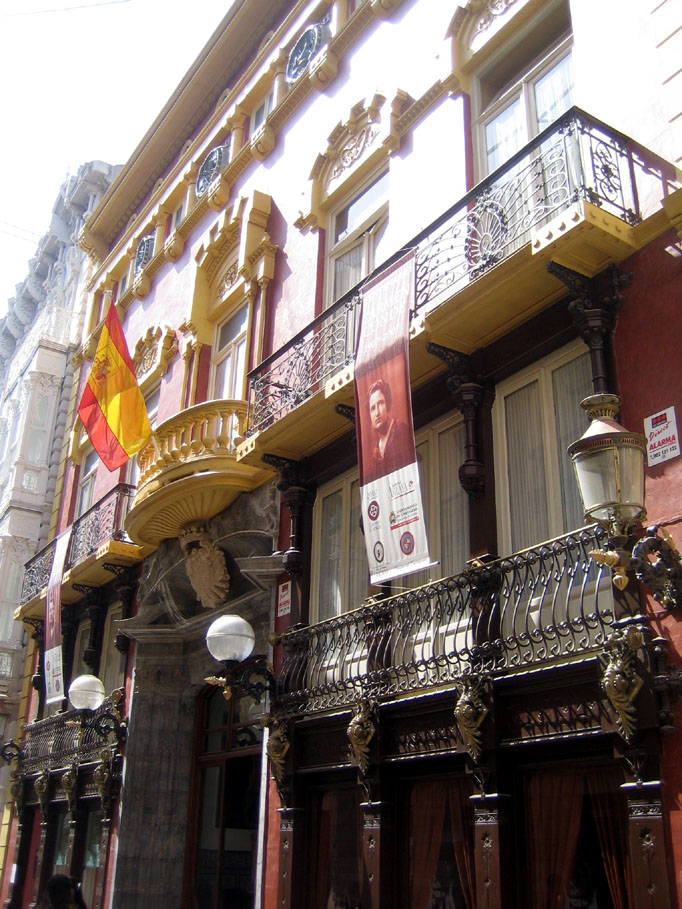
Casino de Carthagène.
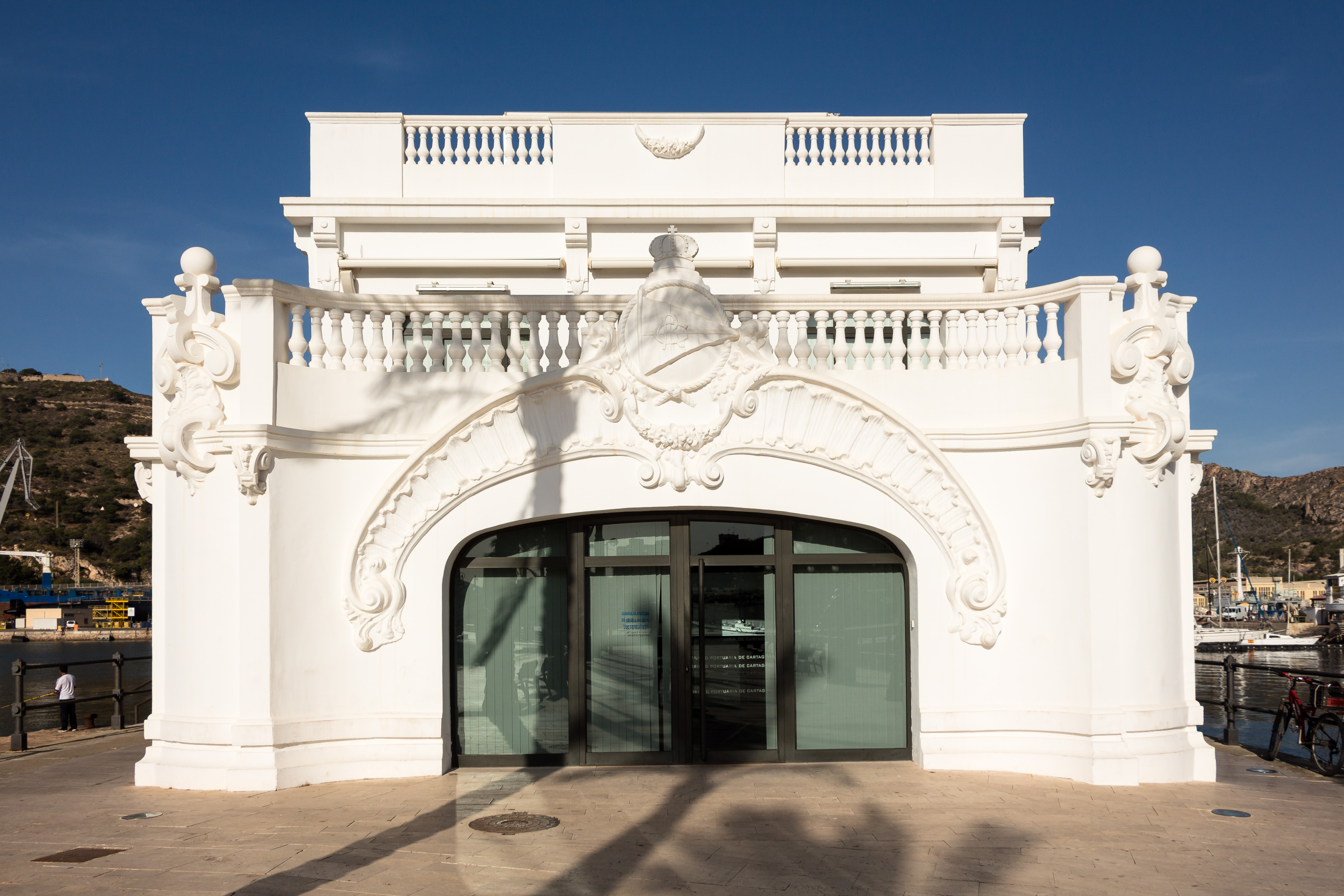
Ancien club nautique.
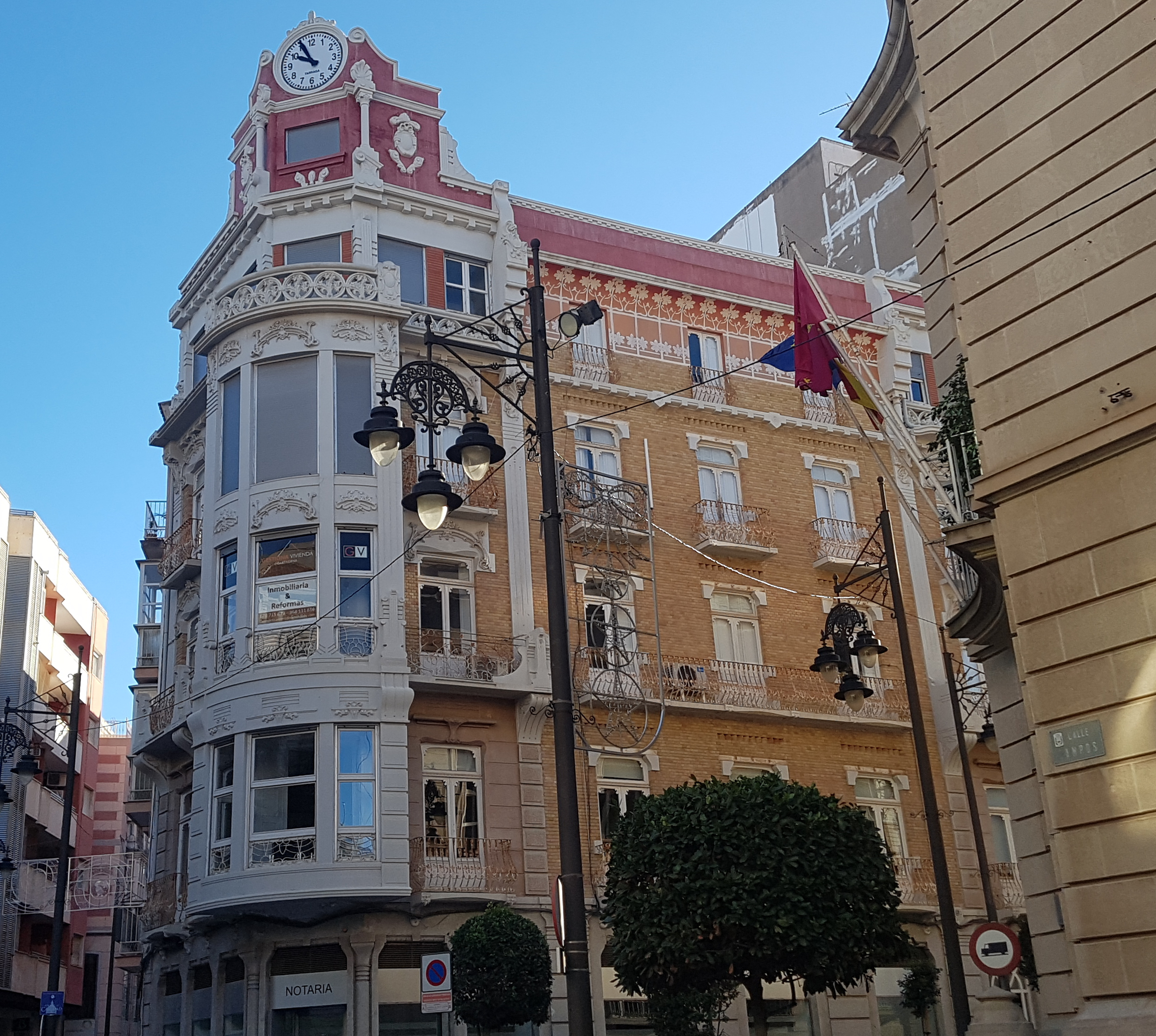
Casa Dorda Bofarull de Carthagène.
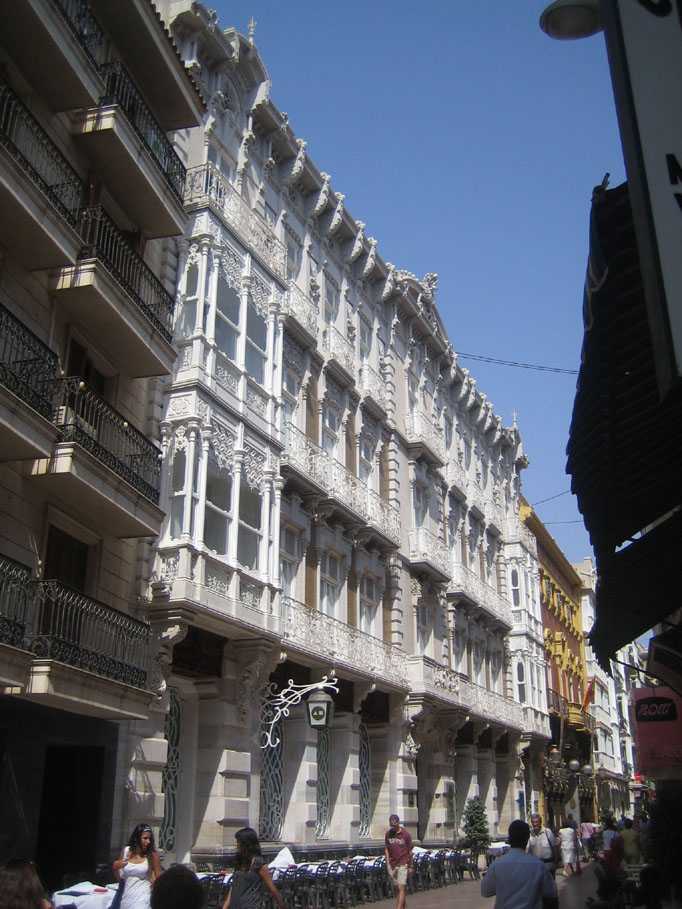
Casa Cervantes de Carthagène.